# Eisenbahner-Sportverein
Ein Eisenbahner-Sportverein (ESV) ist eine Betriebssportgemeinschaft speziell für die Mitarbeiter des Konzerns Deutsche Bahn sowie deren Angehörige.

## Geschichte
Ihren Ursprung haben die Eisenbahner-Sportvereine in den Turn- und Sportvereinen der Deutschen Reichsbahn, die seit den 1920er Jahren gegründet wurden. In der DDR waren die Eisenbahnsportler in den Betriebssportgemeinschaften Lokomotive organisiert.

## Besonderheiten
Grundsätzlich steht die Mitgliedschaft in einem ESV jedem Interessierten offen. Die ESV nutzen jedoch oft Sportstätten, die sich auf Grundstücken befinden, die vom Bundeseisenbahnvermögen verwaltet werden. Diese Sportstätten werden den ESV mietfrei überlassen, wenn mindestens 50 % der Mitglieder Mitarbeiter oder Angehörige von Konzernunternehmen der Deutschen Bahn sind. Mitarbeiter anderer Eisenbahnunternehmen werden in dieser Quote nicht berücksichtigt. Wird die Quote unterschritten, werden gestaffelte Mieten fällig. Fällt die Quote der Eisenbahner bei der Deutschen Bahn unter 15 %, ist die volle Miete zu zahlen. Diese Regelung besteht seit der Bahnreform von 1994. Aufgrund des Personalabbaus bei der Deutschen Bahn und der Privatisierung von Teilbereichen ist es für die ESV z. T. schwierig, diese Quoten zu erfüllen. Die Mitgliedswerbung erfolgt deshalb gezielt unter Mitarbeitern der Deutschen Bahn.

## Sportangebot
Die ESV bieten ein breites Angebot an Sportarten sowohl im Wettkampf- als auch Breiten- und Mitarbeitersport an. Der Dachverband nominiert in derzeit 16 Sportarten Auswahlmannschaften zur Teilnahme an vom Internationalen Eisenbahnersport-Verband (USIC) organisierten internationalen Eisenbahner-Meisterschaften.

## Verband
Die ESV sind im Verband Deutscher Eisenbahner-Sportvereine e. V. organisiert. Dem Verband gehören derzeit ca. 300 ESV an, 1992 betrug ihre Zahl noch 495.